# Пертенго
Пертенго (итал. Pertengo) је насеље у Италији у округу Верчели, региону Пијемонт.
Према процени из 2011. у насељу је живело 305 становника. Насеље се налази на надморској висини од 126 м.

## Становништво
Према резултатима пописа становништва 2011. у општини је живело 321 становника.
| 1931. | 1936. | 1951. | 1961. | 1971. | 1981. | 1991. | 2001. | 2011. |
| ----- | ----- | ----- | ----- | ----- | ----- | ----- | ----- | ----- |
| 855   | 831   | 749   | 613   | 483   | 421   | 367   | 338   | 321   |